# Becklespinax
Becklespinax („Becklesova páteř“) byl rod velkého teropodního dinosaura, žijícího v období nejstarší spodní křídy (asi před 140 miliony let) na území dnešní Velké Británie (Sussex). Zkameněliny tohoto dravého dinosaura v podobě tří obratlů s vysokými trny objevil sběratel zkamenělin a amatérský paleontolog Samuel Beckles v roce 1884 (odtud rodové jméno).

## Taxonomie
Zařazení tohoto teropoda je problematické. Fosilní obratle byly původně spojeny se zuby jakéhosi dalšího teropoda a pojmenovány Altispinax dunkeri (nadčeleď Megalosauroidea). Později se ukázalo, že jde o omyl a v roce 1988 popsal Gregory S. Paul obratle jako pocházející z nového druhu akrokantosaura, A. altispinax. V roce 1991 pak George Olshevsky přisoudil teropodovi nové rodové jméno, Becklespinax. Jako B. altispinax (typový a jediný známý druh) je znám dodnes.

## Velikost
Rozměry tohoto dinosaura můžeme pouze hrubě odhadovat, a to z důvodu skrovného fosilního materiálu. Dospělá délka tohoto teropoda zřejmě přesáhla 8 metrů a hmotnost mohla činit asi 1,5 až 2 tuny. Zajímavé je, že obratlové trny byly velmi vysoké a vykazují také patologie. Tyto útvary inspirovaly "hrb", zobrazovaný na hřbetě starých rekonstrukcí megalosaura (který byl s beklespinaxem dříve zaměňován).